# Marco Verratti
Marco Verratti (Pescara, 5. studenog 1992.) talijanski je nogometaš koji trenutno igra za katarski Al-Duhail. Igrao je za talijansku nogometnu reprezentaciju do 2023. 
Profesionalnu karijeru je započeo u 2008. godini u Pescari, klub iz rodnog grada. U 2011./2012. sezoni je osvojio Seriju B s Pescarom. Zatim ga je francuski Paris Saint-Germain potpisao u srpnju 2012. godine, gdje je osvojio Ligue 1 četiri puta zaredom. Verratti je tijekom ljetnog prijelaznog roka u 2016. godini produljio svoj ugovor s Paris Saint-Germainom do 2021. godine.  Prvi pogodak u Ligue 1 za Parižane je postigao protiv Eviana u siječnju 2015. Talijanski nogometaš je u ligaškoj utakmici protiv FC Nantesa u siječnju 2017. kleknuo na koljena i svom vrataru vratio loptu glavom tako da je može uzeti u ruke. Verratti nije bio svjestan da je prekršio pravilo, zaradio je žuti karton i Nantes je dobio indirektan slobodan udarac. Za talijansku nogometnu reprezentaciju je debitirao u 2012. godini i predstavljao je svoju domovinu na Svjetskom prvenstvu u Brazilu. S mladom reprezentacijom Italije (do 21 godine) je izgubio finale Europskog prvenstva u Izraelu 2013. godine. Zbog ozljede je Verratti morao propustiti Europsko prvenstvo u 2016. godini.

## Vanjske poveznice
- Profil na Transfermarktu
- Profil na Soccerwayu